# Macronectes
Macronectes là một chi chim trong họ Procellariidae.
Chúng là loài chim lớn nhất của họ Hải âu. Cả hai loài đều có phạm vi phân bố giới hạn ở Nam bán cầu, và mặc dù sự phân bố của chúng trùng lặp đáng kể, với cả hai loài sinh sản trên quần đảo Prince Edward, quần đảo Crozet, quần đảo Kerguelen, đảo Macquarie và Nam Georgia, nhiều quần thể phía nam làm tổ xa hơn về phía nam, với các đàn như xa về phía nam như Nam Cực. Chúng là những loài săn mồi và ăn xác thối cực kỳ hung hãn.

## Mô tả
Petrel lớn phương Nam hơi lớn hơn petrel petrel phương bắc, cận nặng 3 đến 8 kg (6,6–17,6 lb), chiều dài ngang cánh 180 đến 210 cm (71–83 in), và chiều dài thân 86 đến 100 cm (34–39 in). Petrel phương Bắc cân nặng 3 đến 5 kg (6,6–11,0 lb), chiều dài ngang cánh 150 đến 210 cm (59–83 in) và chiều dài thân 80 đến 95 cm (31–37 in).

## Các loài
- Macronectes giganteus (Gmelin, 1789)
- Macronectes halli Mathews, 1912

## Hành vi

### Chế độ ăn
Petrel là loài săn mồi rất cơ hội. Duy nhất trong số các loài procellaridae, chúng kiếm ăn cả trên cạn và trên biển; trên thực tế, chúng tìm thấy hầu hết thức ăn của chúng gần bờ biển. Trên cạn, chúng ăn xác thối, và thường xuyên tìm kiếm thức ăn ở các quần thể sinh sản của chim cánh cụt và hải cẩu. Chúng thể hiện sự thống trị của họ đối với xác thịt với "tư thế của con hải cẩu": đầu và cánh dang ra, đầu hướng vào đối phương và đầu cánh hơi hướng về phía sau; đuôi được nâng lên vị trí thẳng đứng. Chúng cực kỳ hung dữ và giết các loài chim biển khác (thường là chim cánh cụt con, chim cánh cụt trưởng thành bị bệnh hoặc bị thương và chim non của các loài chim biển khác), thậm chí cả những con lớn bằng hải âu mày đen, chúng giết bằng cách đập chết hoặc dìm con mồi chết đuối. Trên biển, chúng ăn tôm he, mực và cá. Loài này thường đi theo thuyền đánh cá và các tàu khác, với hy vọng nhặt được nội tạng và các loại phế thải khác.